# Danny Romalotti
Danny Romalotti est un personnage de fiction du feuilleton télévisé Les Feux de l'amour. Il est interprété par Michael Damian depuis 1980 à 1998, il est revenu brièvement en décembre 2002, en personnage récurrent de novembre 2003 à la mi-2004 avant de revenir une nouvelle fois en mars, mai et novembre 2008.

## Biographie

### Début de Danny
Danny a commencé sa carrière à l’âge de 16 ans en 1980 en tant que rock star adolescent donnant des concerts à Genoa City. Il est souvent rejoint par sa sœur, Gina Roma, et ses amis Traci Abbott, Lauren Fenmore et Amy Lewis, qui chantaient avec lui quand il se produisait sur scène. Lauren l’a également rejoint sur la route pendant un certain temps. En 1984, Danny a épousé son amie et présidente du fan club, Traci Abbott, lorsqu’elle est tombée enceinte de son professeur d’université, Tim Sullivan. Danny avait vu Patty Williams, qui quittait la ville dévastée. Le mariage de Danny et Traci a ensuite été annulé après une fausse couche. Danny est devenu une rock star, a fait des tournées dans le monde entier et a enregistré de nombreux albums, mais sa maison a toujours été Genoa City, où il revenait presque chaque été pour faire un grand concert. Il a perdu sa voix après avoir été lentement empoisonné par Shawn Garrett, qui était jaloux de sa relation avec Lauren. On lui a dit qu’il ne chanterait plus jamais, mais il s’est rétabli miraculeusement lors d’un service religieux la veille de Noël.
En 1987, le père de Danny et Gina, Brian Romalotti, s’est présenté à Genoa City, comme un sans-abri tout juste sorti de prison. Il a été pour changer d’identité par Jill Foster Abbott en tant que « Rex Sterling » afin d’escroquer Katherine Chancellor. Ensuite, Rex et Katherine sont tombés amoureux, et il est devenu un « bon gars » après tout. Ils se sont mariés en 1988, puis en 1992. Danny, Gina et Rex ont fini par devenir très proches jusqu’à la mort prématurée de Rex en 1994.

### Relation avec Christine
Bien que la beaucoup plus jeune Christine Blair, utilisant maintenant son vrai prénom, ait été considérée comme une simple enfant aux yeux de Danny, les deux ont commencé à sortir ensemble; et, comme le destin l’a voulu, il tomba bientôt profondément amoureux. La meilleure amie de Christine, récemment veuve, Nina Chancellor, était, à cette époque, poursuivie amoureuse de David Kimble. Danny et Christine sont devenus convaincus que Kimble était un chercheur d’or et en avait après l’héritage de Nina. Les deux ont essayé de perturber la relation; et, en conséquence, David a fait arrêter Danny sur de fausses accusations de possession de cocaïne. Le complot a été révélé lors de son procès et Danny a donc été acquitté; David n’a cependant jamais été impliqué dans le crime. En 1990, Danny et Christine se sont mariés lors d’un somptueux mariage hawaïen et d’une lune de miel où Nina et David les ont défendus.
En 1991, David Kimble redouble d’efforts pour mettre la main sur la fortune de Nina. Au milieu d’un bal masqué, et alors qu’il était déguisé dans un costume similaire à celui de Danny, David a tenté d’assassiner Christine et Nina. Le détective de Genoa City, Paul Williams, a déjoué le plan à temps pour sauver les deux. Plus tard, alors que Paul poursuivait et se rapprochait finalement de David Kimble, Kimble presque acculé s’est échappé par une chute à ordures industrielle, atterrissant presque comme Lucas dans un compacteur de déchets. Tentant de sortir, il a commencé par inadvertance l’action de compactage; et c’est là, sous le regard de Christine et Danny, que Kimble a été enfumée à mort.
La vie, telle qu’elle était pour le jeune couple, a rapidement vu Danny et son épouse Christine vivre une vie conjugale heureuse – Christine découvrant la notoriété et le succès en tant qu’avocat de premier plan, et Danny, alors qu’il était sur la route, en tournée, trouvant un tout autre type de célébrité pour sa musique de plus en plus populaire. Au fil du temps, le patron de Christine, Michael Baldwin est devenu obsédé par Christine; son attention non désirée menant à des accusations de harcèlement sexuel. Christine a porté plainte contre Michael, qui a finalement été renvoyé de l’entreprise. Il a rapidement épousé Hilary Lancaster en 1992. Étant le brillant avocat qu’il était, Michael a rapidement travaillé pour un autre cabinet d’avocats concurrent, Michael s’est arrangé pour qu’une femme nommée Rebecca pose pour des photos avec Danny. Il a utilisé les photos de son procès pour insinuer que Christine lui avait fait avances puisque Danny la trompait. Christine a demandé à Hilary de témoigner contre Michael; il a été reconnu coupable et il a été censuré par la Cour suprême de l’État.

### Relation avec Phyllis
Danny a temporairement quitté la ville pour apparaître à Broadway dans Joseph and the Amazing Technicolor Dreamcoat, tout comme Michael Damian dans la vraie vie. Le spectacle a été renouvelé, obligeant Danny à rester à l’écart beaucoup trop longtemps. Son mariage avec Christine a commencé à souffrir, et elle a commencé à passer plus de temps avec Paul Williams. Alors qu’il était à New York, Danny a été traqué par Phyllis Summers, une fan obsédée. Elle l’a drogué, l’a mis dans son lit, puis elle a prétendu être enceinte de son enfant. Danny a divorcé de Christine en 1994 et il a épousé Phyllis pour faire le bien avec l’enfant. Une fois que Danny a réalisé à quel point sa nouvelle femme était manipulatrice, il a divorcé d’elle en 1996.
Danny a commencé à voir Phyllis sous un nouveau jour après que leur fils, Daniel Romalotti, Jr., ait contracté une méningite bactérienne. Danny s’est ensuite remarié avec Phyllis en 1997, et Christine et Paul les ont défendus. Christine et Paul ont semé suffisamment de doute dans l’esprit de Danny pour qu’il ordonne un test de paternité sur son « fils ». Danny, il a été dévasté de découvrir que le père de Daniel Jr. était en réalité Brian Hamilton, une aventure de Phyllis de son passé. Cependant, Danny était le père légal de Daniel sur son certificat de naissance, et il avait toujours des droits parentaux. Une violente bataille pour le divorce et la garde s’ensuivit; Christine était l’avocate de Danny, et Michael Baldwin, récemment libéré sur parole, était l’avocat de Phyllis. Peu de temps après, Phyllis et Michael ont commencé une liaison sauvage. Avec l’aide de Brian Hamilton, tous les mensonges et manipulations de Phyllis ont été révélés au tribunal – y compris le fait que Phyllis avait drogué Danny, et trompé en lui faisant croire qu’ils avaient eu des relations sexuelles, ce qui était également faux. Le tribunal a conclu que Phyllis était instable et une mère inapte. Danny a obtenu la garde de Daniel et Phyllis a obtenu des droits de visite.
Alors que Paul et Christine étaient sur le point de se marier, Danny a décidé qu’il voulait qu’elle revienne. Il a demandé à Christine de se remémorer avec lui leur passé, et Paul les a surpris en train de faire l’amour. Paul a pardonné à Christine, mais lui et Danny ont commencé un concours pour l’amour de Christine, la pressant de prendre une décision. Avant qu’elle ne puisse se décider, Danny a été attaqué par un agresseur, et il a reçu des dommages majeurs aux reins; Il avait besoin d’une greffe pour survivre. Sa sœur, Gina, ainsi que Paul, Phyllis et Christine ont tous été exclus comme donneurs possibles; Les choses ont commencé à paraître sombres. Dans un dernier effort pour prouver à Christine qu’il était un homme changé, Michael Baldwin est venu à la rescousse, et il a fait don de son rein à Danny. Après le rétablissement de Danny, Christine a pris sa décision et elle a décidée de rester avec Paul. Peu de temps après, en 1998, Danny part avec Daniel pour une tournée européenne en tant que rock star. Avant de partir, Danny a forcé Phyllis à accepter qu’il n’était pas dans l’intérêt de Daniel que Phyllis reste en contact avec eux.

### Apparition de Danny
En 2003, Danny est retourné à Genoa City pour apporter un soutien moral à sa sœur. Il l’a aidée à reprendre sa vie en main après la perte dévastatrice de son restaurant par incendie criminel. Bien sûr, la première personne à qui il a rendu visite après son retour était Christine, qui était à nouveau séparée de Paul. Pourtant, Christine nourrissait envers lui. Peu de temps après, Danny a revu Phyllis. Il a refusé de lui donner des informations sur Daniel, qui était toujours au pensionnat. Il a été révélé que pendant que Phyllis passait des années à chercher l’enfant qui lui avait été enlevé, Daniel a grandi dans un pensionnat suisse. Danny voyait rarement Daniel, et il ne lui a jamais dit qu’il n’était pas son vrai père. Elle n’a même pas été autorisée à voir des photos de son fils.
En 2004, Daniel est retourné à Genoa City à l’âge de 16 ans. Il est rentré à la maison pour rendre visite à son père pour la semaine de relâche. Phyllis a entendu dire qu’il rentrait à la maison et elle était désespérée de connaître à nouveau son fils. Danny et Christine ont dit à Phyllis d’attendre jusqu’à ce qu’ils informent Daniel. Pendant ce temps, Daniel se lie d’amitié avec Colleen Carlton, Lily Winters et leurs amis. Phyllis rencontra Daniel au café Crimson Lights; Elle a réalisé qui il était et elle a commencé à lui parler. Elle a dit à Daniel qu’elle était sa mère, et finalement, il lui a demandé de lui dire la vérité sur sa famille. Une fois que Daniel a découvert que Danny n’était pas son père biologique, il est parti le confronter. Daniel a alors décidé qu’il devrait emménager avec sa mère afin qu’ils puissent apprendre à mieux se connaître. Incapables de trouver un appartement convenable, Phyllis et Daniel ont emménagé dans la maison de Victoria Newman sur le ranch Newman. Après avoir été exposé comme un parent négligent qui a abandonné son fils au pensionnat, Danny a quitté Genoa City et est retourné en tournée en 2004.
À la suite d’une tournure tragique des événements, Daniel Jr. a été accusé d’homicide involontaire dans la mort de Cassie Newman, et Christine l’a représenté devant le tribunal. Christine et Phyllis ont contacté Danny au sujet des problèmes juridiques de Daniel. Daniel et son nouvel amour, Lily Winters, ont ensuite pris la fuite ensemble. Après avoir entendu parler du problème de Daniel, Danny a décidé de rester à Los Angeles au cas où Daniel et Lily viendraient le voir. Ils sont arrivés à Los Angeles, et ils se sont liés d’amitié avec l’ami musicien de Danny, Brendan. Daniel a commencé à rêver avec des flashs de l’accident, et il a finalement réalisé que Cassie conduisait la voiture, pas lui. Pendant ce temps, Brendan retourne chez lui pour trouver Phyllis, le père de Cassie, Nick Newman et le père de Lily, Neil Winters qui l’attendent. Ils ont remis Lily et Daniel à la police, et tous deux ont été renvoyés à Genoa City. Lily a été libérée sous caution, mais Daniel a été jugé pour homicide involontaire coupable, car Christine et Paul Williams n’ont pas réussi à prouver que Cassie conduisait la voiture. Daniel a parlé à Danny par téléphone, et il l’a supplié de rester à l’écart. En fin de compte, le père de Cassie a apporté des preuves pour prouver l’innocence de Daniel, et il a été acquitté de toutes les accusations. Lily a ensuite été envoyée au pensionnat comme punition, et elle et Daniel ont été séparés.
En 2008, Danny est retourné à Genoa City pour apparaître à la soirée d’ouverture du nouveau magazine et webzine de Phyllis, Restless Style. Danny est revenu comme une faveur à Phyllis et pour s’excuser auprès de Daniel pour lui avoir menti sur sa paternité. Peu de temps après, Danny est reparti. Plus tard en 2008, Daniel a eu une relation avec une nouvelle femme, Amber Moore. Alors qu’ils étaient sur le point de se marier, Danny a fait une visite surprise à Genoa City, et il a demandé à Daniel de partir sur la route avec lui en tant que photographe de tournée pendant six mois. Daniel a accepté son offre et les deux ont quitté Genoa City ensemble. Fin 2008, Danny est retourné à Genoa City pour assister aux funérailles de sa belle-mère, Katherine Chancellor. En réalité, elle n’était pas morte. Une femme se faisant passer pour Katherine, Marge Cotrooke, était vraiment celle qui était morte. Danny a mentionné que c’était comme une tournée de retrouvailles avec Daniel Jr., Gina et Nina Webster. Paul a ensuite dit à Danny que Christine était en Europe et qu’elle ne pouvait pas assister aux funérailles. Parmi les legs dans le testament de Katherine, Danny et Gina ont chacun reçu un demi pour cent de l’énorme succession en espèces. Comme il a été prouvé que Katherine était vivante, leur héritage a été de courte durée. Après les funérailles, Danny est retourné chez lui à Malibu, en Californie, où il réside actuellement.
Danny est réapparu en mai 2012 lorsque Daniel arrive à l’un de ses concerts avec Lucy, la fille de Daniel et la petite-fille de Danny, lorsque Daniel demande à Danny comment il a géré le fait d’être avec Phyllis juste pour être un père pour Daniel. Danny retourne à Genoa City en même temps que Christine; ils ont une liaison, il lui propose de déménager en Californie avec lui, mais elle refuse. Plus tard, Danny rencontre sa nouvelle belle-fille, Daisy. Il est revenu plusieurs mois plus tard pour assister au procès de Phyllis pour avoir renversé Christine et Paul Williams avec sa voiture, cependant, le procès a été annulé par le juge et Danny a quitté Genoa City peu de temps après. Lorsque Christine et Paul ont recommencé à se fréquenter, Christine a fait une visite invisible en Californie pour mettre fin à toute relation possible qu’elle avait avec Danny.
En septembre 2013, Danny est retourné à Genoa City pour le service commémoratif de sa belle-mère, Katherine Chancellor.
En 2022, Danny, Daniel et Lucy sont de retour à Genoa.